# ブレイド (マーベル・コミック)
『ブレイド』（Blade）は、マーベル・コミック刊行のアメリカンコミック作品、並びにその主人公。

## キャラクター
本名はエリック・ブルックス。母が妊娠中に吸血鬼に襲われたため、胎内にいたエリックは吸血鬼と人間の特質を兼ね備えたハーフとして生まれることとなった。母を殺した吸血鬼に復讐心を抱き、成長した現在では自ら“ヴァンパイアハンター”となり悪の吸血鬼たちと戦っている。吸血鬼から受け継いだ優れた身体能力を持ち、なおかつ日光の下でも活動できる点が強味。反面、吸血鬼の習性をも受け継いでいるため、たびたび吸血衝動に苛まれ苦悩することになる。
ゴーストライダーとはたびたびコミックで共闘している。1994年に放送されたテレビアニメ『スパイダーマン』などにもゲスト出演している。
コミックの設定によるとトランペットの腕前はプロ並みらしい。

## 書誌情報

### 邦訳版
- ブレイド：マザー・オブ・イービル (Blade: Mother of Evil)

作：ブライアン・ヒル、画：エレナ・カサグランデ他、訳者：中沢俊介
2025年3月13日発売。ISBN 9784796874175

## 実写版

### ニュー・ライン・シネマ版
1998年にウェズリー・スナイプス主演で映画化され、続編が2本製作された。
『ブレイド』
1998年制作。
『ブレイド2』
2002年制作。
『ブレイド3』
2004年制作。
『ブレイド ブラッド・オブ・カソン』
2006年にアメリカで放送されたブレイド3の続編にあたるテレビシリーズ。ブレイド役はラッパーのカーク・ジョーンズに交代している。シーズン1で打ち切りとなった。

### MCU版
『マーベル・シネマティック・ユニバース』においては現在単独映画『BLADE』の制作が発表されており、マハーシャラ・アリが演じる予定である。先行して『エターナルズ』でアリが声のみで出演している。、日本語吹替は諏訪部順一が担当。2019年に製作が発表されたが、監督の降板による製作の遅れや、脚本家ストライキの影響等により公開日延期を繰り返しており、2024年10月現在、公開は無期限延期となっている。
MCU版ブレイドが登場しないまま、『デッドプール&ウルヴァリン』では別ユニバース（ニュー・ライン・シネマ版）のブレイドが登場し、同じくウェズリー・スナイプスが演じている。日本語吹替は小山剛志が担当。

#### 描写
『エターナルズ』
本作では、本編後のポストクレジットシーンに1つだけの台詞を発する形で『MCU』初登場となる。
ロンドン自然史博物館で取り出した“エボニーブレイド”を悩みながらも掴もうと手をのばしたデイン・ウィットマンに、「いいんですか、ウィットマンさん」と何処からともなく声をかける。
『デッドプール&ウルヴァリン』
本作ではじめてMCUにおいて姿を現しての登場となるが別ユニバースから虚無（ヴォイド）に連れてこられたニュー・ライン・シネマ版のブレイドである。虚無において一帯を支配するカサンドラ・ノヴァ一味に敵対している一人として登場し、虚無に飛ばされたデッドプールやウルヴァリンと出会い、チームを結成する。
劇中で「ブレイドは一人だけだ。永遠に俺一人だけだ」と発言している。それを聞いたデッドプールがカメラの方を向いて沈黙する。

## アニメ版
- 2011年、日本のアニメ制作会社マッドハウスによるマーベル作品アニメ化第4弾としてアニメ専門チャンネル「アニマックス」で放送された。
- 2013年から放送されているアルティメット・スパイダーマンシーズン2通算47話『ブレイド』で初登場した。
- 2015年には『ディスク・ウォーズ:アベンジャーズ』にゲスト出演し、吸血鬼バロン・ブラッド（英語版）との戦いに臨んだ。『ディスク・ウォーズ』での声優は安元洋貴が務めた。脚本家のキング・リュウは、当初「ブレイドはパニッシャーと同じくらいこのアニメに出しにくいキャラクター」とみなしていたが、上層部の意向で出演させたことを明かしている[2]。

## ゲーム版
- BLADE GBC（2000年11月14日）

アクティビジョンから発売された映画1作目をベースとしたアクションゲーム。開発は日本のハル研究所が担当。日本未発売であるが国内版GBCでもプレイ可能。
- BLADE2 PS2（2002年9月3日）

アクティビジョンから発売された映画2作目をベースとしたアクションゲーム。開発はイギリスのマッキー・フットが担当。日本未発売。
- Marvel’s Blade （発売日未定）

ベセスダ・ソフトワークスから発売される原作コミックを基とした三人称アクションゲーム。開発はフランスのArkane Lyonが担当。
- 日本未発売のen:Spider-Man: Friend or Foeに登場している。
- 日本未発売のen:Ghost Rider (video game)では隠しキャラクターとして登場。
- MARVEL ULTIMATE ALLIANCEにも登場している。日本国内ではPS3、Wii版のみ発売された。
- 日本未発売のen:Marvel: Ultimate Alliance 2のPS2、PSP、Wii版のみプレイヤーキャラとして使用できる。
- MARVEL VS. CAPCOM 3 Fate of Two Worldsではジル・バレンタインのエンディングに登場している。
- MARVEL ULTIMATE ALLIANCE 3: The Black OrderではDLCのマーベルナイツパックに付属。